# Електронна літографія
Електро́нна літогра́фія або електро́нно-промене́ва літогра́фія — метод нанолітографії з використанням електронного пучка.

## Принцип методу
Електронний пучок, гостросфокусований за допомогою магнітних лінз на поверхню шару полімеру (резисту), чутливого до електронного опромінення, промальовує на ньому зображення, яке виявляється після обробки резисту в проявнику. Обробка електронним пучком резисту змінює ступінь розчинності полімеру в розчиннику (проявнику). Ділянки поверхні, із записаним на них зображенням, очищаються від резисту за допомогою проявника. Через отримані вікна в плівці резисту виконується вакуумне напилення відповідного матеріалу, наприклад, нітриду титану або металів або іонне травлення. На останньому етапі технологічного процесу неекспонований випромінюванням резист також змивають іншим розчинником. Переміщення електронного пучка поверхнею здійснюється за допомогою комп'ютера зміненням струмів у відхильних магнітних системах. У деяких установках при цьому змінюється форма і розміри плями електронного пучка. На виході багатоступінчастого технологічного процесу отримують фотошаблон-маску для використання у фотолітографії та інших нанотехнологічних процесах, наприклад, у технології реактивного іонного травлення.
Електронна літографія дозволяє на нинішньому рівні розвитку технології в рекордних експериментальних установках отримувати структури з роздільною здатністю менше 1 нм, недосяжною для жорсткого ультрафіолетового випромінювання, завдяки меншій дебройлівській довжині хвилі електронів, порівняно зі світлом (див . Квантова механіка).
Електронна літографія є основним методом отримання масок для використання в подальшій фотолітографії під час виробництва монолітних мікросхем (зокрема, масок для проєкційної фотолітографія для масового виробництва надвеликих мікросхем).
Альтернативним способом створення масок є лазерна технологія, однак вона має меншу роздільну здатність.
Також електронну літографію, що має невисоку продуктивність, використовують при виробництві одиничних екземплярів електронних компонентів, у тих випадках, коли потрібна нанометрова роздільність, у промисловості і в наукових дослідженнях.

## Роздільність в електронній літографії
На роздільність деталей малюнка впливають як розмір електронного пучка, так і процеси взаємодії електронного пучка з резистом.

### Розмір електронного пучка

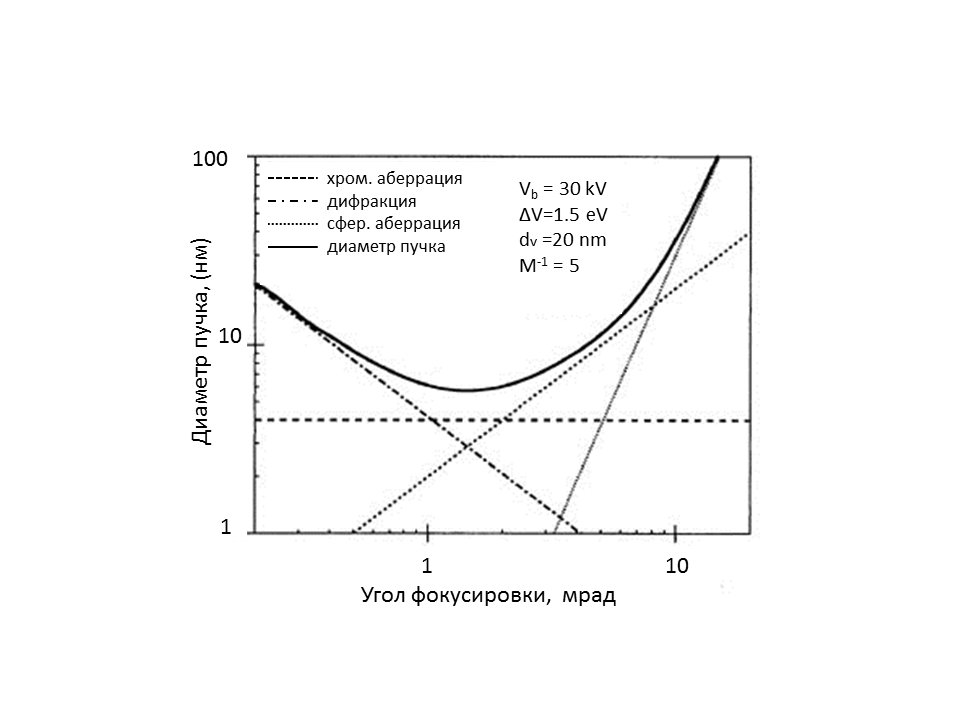
Вплив хроматичної, сферичної аберацій і дифракції на розмір електронного пучка

На діаметр електронного пучка {\displaystyle d_{g}} впливають кілька факторів: розмір джерела електронів {\displaystyle d_{v}} і коефіцієнт масштабування електронної фокусувальної системи {\displaystyle M^{-1}}. Ці параметри пов'язані між собою формулою:
{\displaystyle d_{q}=d_{v}/M^{-1}}.
Довжина хвилі електрона {\displaystyle L} залежить від прискорювального потенціалу {\displaystyle V_{b}} і дорівнює {\displaystyle L=1,2/V_{b}^{1/2}} нм. Для прискорювальної напруги 10 кВ довжина хвилі електрона становить 12,2 пм, і, відповідно, роздільність системи, обмежена дифракцією, дорівнює:
{\displaystyle d_{d}=0,6L/a},
де {\displaystyle a} — половина кута фокусування пучка.
У реальних системах магнітні лінзи мають сферичну {\displaystyle d_{s}} і хроматичну {\displaystyle d_{c}} аберації. Сферична аберація виникає внаслідок різної фокусної відстані для електронів, що рухаються вздовж осі і на периферії пучка. Розкид швидкостей електронів у пучку призводить до хроматичної аберації — електрони з різною початковою швидкістю фокусуються на різних відстанях.
Для зменшення сферичної аберації застосовують апертурне обмеження пучка — діафрагми, що обрізають периферійні електрони. Але при діафрагмуванні пучка зменшується його струм.
Таким чином, роздільність, що визначається властивостями електронного пучка, має вигляд:
{\displaystyle d=(d_{g}^{2}+d_{s}^{2}+d_{c}^{2}+d_{d}^{2})^{1/2}}.
На малюнку показано залежність розміру пучка від кута фокусування з урахуванням усіх видів спотворення розмірів пучка.

### Погіршення роздільної здатності через нелінійні процеси під час взаємодії електронного пучка з резистом

Схема взаємодії первинного електрона пучка з підкладкою (шаром резисту). Вторинні вибиті електрони паразитно експонують прилеглі ділянки резисту.

Кінцеву роздільність електронної літографії визначає не тільки діаметр сфокусованого пучка, а ще характер його взаємодії з шаром резисту. Зіткнення електронів первинного, високоенергетичного пучка електронів (червона лінія) з атомами матеріалу резисту породжує в ньому згасну лавину вторинних вибитих електронів (сіні лінії), вторинні електрони паразитно «засвічують» резист. Як наслідок, експонована пляма в плівці резисту виявляється в кілька разів більшою за розміром від діаметра електронного пучка.
Для зниження енергії лавини вторинних електронів, і, відповідно, зменшення розміру експозиційної плями, слід зменшувати енергію електронів пучка, тобто знижувати прискорювальну напругу електронної гармати. Але при її зниженні погіршується фокусування пучка. Тому практично вибирають компромісну величину прискорювальної напруги — для забезпечення найкращої роздільності при застосованій товщині шару резисту і його властивостях.

## Принципи запису малюнка на зразку
Станом на 2015 рік, запис прихованого зображення в плівці резисту на поверхні зразка міг здійснюватися трьома методами:
- растровим;
- векторним;
- записом електронним пучком зі змінним розміром і формою сфокусованої плями.

### Растровий запис
Цей вид запису аналогічний зчитуванню (запису) зображення на екрані телевізора з електронно-променевою трубкою, де електронний промінь послідовно (порядково) оббігає кожну точку екрану. Там, де необхідно, промінь експонує резист, в інших точках пучок електронів блокується замиканням електронної гармати, хоча сканування (змінення струму у відхильній системі) триває.

### Векторний запис
Електронний промінь подається тільки на ті місця, де необхідне експонування, і не подається в місця, які не підлягають експонуванню. Тому весь процес експонування здійснюється значно швидше, ніж за растрового способу запису.

### Запис електронним пучком зі змінним розміром і формою
У цьому випадку запис відбувається «великим мазком», — за термінологією художників. Оскільки будь-який малюнок можна намалювати за допомогою прямокутників, то немає необхідності растеризувати малюнок на елементарні пікселі, досить змінювати форму і розмір сфокусованого пучка від маленького прямокутника до великого. Запис при цьому відбувається ще швидше, ніж у векторному способі.

## Системи для електронної літографії
Системи електронної літографії для комерційних застосувань мають вартість близько $4 млн і вище. Для наукових досліджень зазвичай використовують електронний мікроскоп, перероблений на систему електронної літографії за допомогою відносно дешевих додаткових пристроїв (загальна вартість такої установки < $100 тис.). Ці модифіковані системи дозволяли промальовувати лінії з шириною близько 20 нм вже від 1990-х років. Тим часом, сучасне спеціалізоване обладнання дозволяє отримувати роздільність кращу ніж 10 нм.

## Виробники
Електронна літографія застосовується для створення масок для фотолітографії (фотошаблонів), при цьому традиційно використовують системи з одним електронним пучком. Подібні системи виробляли компанії: Applied Materials, Leica, Hitachi, Toshiba JEOL, Etec.
Кілька виробників установок електронної літографії від середини 2010-х пропонують багатопучкові системи створення фотошаблонів для виробництва монолітних мікросхем, при цьому виробники також заявляють їх як установки для безпосереднього запису малюнка на великі підкладки (безмаскова літографія), оскільки вони мають більшу продуктивність, порівняно з однопучковими установками, і тому можуть конкурувати з традиційним фотолітографічним методом під час випуску малих партій мікросхем:
- Mapper Lithography[ru] (Нідерланди) — (збанкротувала у 2018 році[13]);
- IMS Nanofabrication AG (Відень, Австрія);
- KLA-Tencor[en] Corp. (Мілпітас, Каліфорнія) — технологія Reflective Electron Beam Lithography (REBL);
- Elionix, Японія.

У таблиці наведено характеристики установки фірми Elionix ELS-F125 (типові параметри установки з одним пучком):
| Джерело електронів-катод електронної гармати           | ZrO2/W — нагрівальний елемент                                   |
| Діаметр електронного пучка на ширині напівінтесивності | 1,7 нм при 125 кВ                                               |
| Найменша ширина лінії                                  | близько 5 нм при 125 кВ                                         |
| Струм електронного пучка                               | 5 пА…100 нА                                                     |
| Прискорювальна напруга                                 | 125 кВ, 100 кВ, 50 кВ, 25 кВ                                    |
| Розмір записуваної площадки                            | 3000 мкм x 3000 мкм (найбільший), 100 мкм x 100 мкм (найменший) |
| Точність позиціювання пучка                            | 0,01 нм                                                         |
| Найбільший розмір оброблюваної пластини                | 20 см (200-мм пластини і 200-мм маски)                          |